# Pratt & Whitney PW6000
Pratt & Whitney PW6000 – silnik turbowentylatorowy o dużym współczynniku dwuprzepływowości, zaprojektowany do napędzania samolotu Airbus A318.